# Alysicarpus saplianus
Alysicarpus saplianus är en ärtväxtart som beskrevs av Pokle. Alysicarpus saplianus ingår i släktet Alysicarpus och familjen ärtväxter. Inga underarter finns listade i Catalogue of Life.